# 서피스 RT
마이크로소프트 서피스 RT(영어: Surface RT)는 마이크로소프트에서 처음으로 출시한 마이크로소프트 서피스이다. 2012년 6월 18일에 출시되었으며, 운영체제는 윈도우 RT를 탑재하였다. ARM 아키텍처 기반의 프로세서인 테그라 3를 사용했기 때문에 Win32 api를 사용해 만들어진 기존 윈도우 응용 프로그램을 사용할 수 없다는 단점이 있다.